# عبدالمنعم علی الجناینی
آبدل-مونیم ال-گناینی (انگلیسی: Abdel-Moniem El-Ganayni؛ زاده ۲۴ مارس ۱۹۵۰) فیزیک‌دان هسته‌ای مصری‌تبار مسلمان اهل ایالات متحده است.